# Neusach
Neusach je naselje v Občini Belo jezero v Okraju Špital ob Dravi  na Koroškem v Avstriji.